# Herman Landon
Pour les articles homonymes, voir Landon.
Herman Landon, né le 7 mai 1882 à Stockholm, Suède, et mort le 24 mars 1960 à New York,  est un auteur américain de roman policier.

## Biographie
Né en Suède, il est encore enfant quand ses parents émigrent aux États-Unis. 
Pendant de nombreuses années, il travaille au Washington Herald (en), d’abord comme simple rédacteur, puis, en fin de carrière, à titre d’éditeur en chef.
En marge de ses activités professionnelles, il publie avec succès, dès le milieu des années 1910 et jusqu'en 1942, des dizaines de nouvelles policières dans divers pulps américains.  Certains de ces courts récits seront adaptés au cinéma sous forme de courts métrages muets.
En 1921, il se lance également dans le roman policier. Il en donne jusqu’au milieu des années 1930 une bonne vingtaine dans la tradition des thrillers anglais d’Edgar Wallace et d’Ernest William Hornung. Six titres appartiennent aux aventures pleine d'humour de l’aimable cambrioleur Picaroon que les éditeurs français ont rebaptisé le Cambrioleur fantôme, alias Martin Dale. Ce jeune homme de bonne famille, d’une parfaite civilité le jour, dépouille les riches la nuit venue et, sur les lieux de son forfait, laisse sa carte ainsi libellée : les biens dérobés seront restitués à leur propriétaire moyennant de leur part un don conséquent à la société protectrice des animaux !

## Œuvre

### Romans

#### SérieGray Phantom
- Gray Phantom (1921)
- Gray Phantom’ s Return (1922)
- Gray Terror (1923)
- Hands Unseen: a New Gray Phantom Detective Story (1924)
- Gray Magic (1925)

#### SérieMartin Dale (Picaroon)
- Elusive Picaroon (1929)
- Picaroon Does Justice (1929)
- The Trailing of the Picaroon (1930)
- Picaroon Resumes Practice (1931)
- Picaroon in Pursuit (1932)
- The Picaroon: Knight Errand (1933)

#### Autres romans policiers
- Death on the Air (1921)
- The Room Under the Stairs (1923) Publié en français sous le titre La Trente-quatrième Chambre, Paris, Tallandier, coll. Criminels et Policiers, 1934
- The Forbidden Door (1927)
- The Green Shadow (1927) Publié en français sous le titre L’Ombre verte, Paris, Fayard, 1937
- Murder Mansion ou Mystery Mansion (R.-U.) (1928) Publié en français sous le titre La Maison du mystère, Paris, Librairie des Champs-Élysées, Le Masque no 89, 1931
- Haunting Fingers (1930) Publié en français sous le titre Obsesion, Paris, Librairie des Champs-Élysées, Le Masque no 116, 1932
- The Voice in the Closet (1930)
- Three Brass Elephants ou Whispering Shadows (1930) Publié en français sous le titre Feu M. Bronson, Paris, A. Redier, coll. Le Domino noir no 10, 1932
- The Back-Seat Murder (1931) Publié en français sous le titre L’Hôtel Willtop, Paris, A. Redier, coll. Le Domino noir no 17, 1932
- The Owl’s Warning (1932)
- The Silver Chest (1932) Publié en français sous le titre Le Coffre d’argent, Paris, Librairie des Champs-Élysées, Le Masque no 128, 1933

### Nouvelles

#### Nouvelles de la sérieGray Phantom
- Seven Signs (1917)
- The Gray’s Phantom’s Guests (1921)

#### Nouvelles de la sérieMartin Dale (Picaroon)
- The Picaroon and the Girl (1921) Publié en français sous le titre Le Cambrioleur et la Jeune Fille, Paris, Fayard, Ric et Rac no 227, 1933
- The Picaroon and the Black Bag (1922) Publié en français sous le titre Le Sac noir, Paris, Fayard, Ric et Rac no 230 et no 231, 1933
- The Picaroon and the Snare (1922) Publié en français sous le titre Le Piège, Paris, Fayard, Ric et Rac no 232, 1933
- The Picaroon Wager (1922) Publié en français sous le titre Le Pari du cambrioleur, Paris, Fayard, Ric et Rac no 189, 1932
- The Picaroon and the Silver Slipper (1923), court roman Publié en français sous le titre L'Escarpin d'argent, Paris, Fayard, Ric et Rac no 356 et no 357, 1936
- Picaroon Seeks an Alibi (1925)
- Picaroon and the Peabody ou Picaroon – Peacock Avenger (1928)
- The Silent Watch (1928)
- The Picaroon’s Bargain (1929)
- The House of Mirrors (1930) Publié en français sous le titre La Maison aux miroirs (et autres nouvelles), Paris, Fayard, 1933 ; réédition, Paris, S.E.P.E., coll. Le Labyrinthe, 1946
- The Picaroon Iron Band (1930) Publié en français sous le titre Le Bracelet d'acier (et autres nouvelles), Paris, Fayard, 1943
- The Picaroon Turns Detective (1930) Publié en français sous le titre Le Cambrioleur fantôme devient détective (et autres nouvelles), Paris, Fayard, 1934
- The Picaroon and the Necklace (1932) Publié en français sous le titre La Rivière de diamants, Paris, Fayard, Ric et Rac no 226, 1933

#### Autres nouvelles policières
- Mr. Flick Rents a Dress Suit (1914)
- Deat Eyes’ Secret (1916)
- Unavoidedly Detained (1918)
- Room 2140 (1919)
- Candles of Terror (1919)
- The Man with the Lamp (1922)
- Four Knocks on the Door (1922), signée Harry Coverdale
- The Pigeon on the Sill (1927)
- One Step from Doom (1928)
- The Face in the Dusk (1929)
- Trails of the Vanished (1930), avec Peter Britten
- Tainted Money (1930), avec Peter Britten
- The Silver Chest (1930)
- Red Powder (1931)
- The Red Hand (1931)
- The Green Terror (1931)
- Madman’s Candlestick (1931)
- The Death Challenge (1931)
- The Pink Flush (1931)
- The Green Jade Crime (1931)
- The Blue-Ribboned Menace (1931)
- Find the Woman (1931)
- Snared by a Flash (1931) Publié en français sous le titre L'Éclair de magnésium, Paris, Fayard, Ric et Rac no 228, 1933
- Borrowed Guilt (1931)
- The Little Rajah’s Emerald (1932)
- The Shadow Man (1932)
- Murder Island (1932)
- The Devil in His Fist (1932)
- Death in a Suitcase (1932)
- The Man Who Didn’t Exist (1932)
- Trackless Murder (1933)
- Thirteen Crimson Drops (1933)
- The Glowing Head (1933)
- Invitation to Death (1933)
- Duncy Sees Red (1933)
- Death at Midnight (1933)
- Murder Below Zero (1933)
- The Dead Witness (1933)
- The Crimson Snare (1933)
- Money for Sale (1934)
- The Ghost’s Boudoir (1934)
- The Thirteenth Witness (1942)
- My Caller, Death (1942)
- I Hunt My Hangman (1942)

#### Nouvelles westerns
- It Was an Ill Wind (1916), nouvelle western
- Dead Men’s Gulch (1920), nouvelle western
- Mortgages and Frisco Jake (1921), nouvelle western
- The Legacy (1926), nouvelle western

### Théâtre
- The Death Author Comes Back (1917), sketch

## Sources
- Jacques Baudou et Jean-Jacques Schleret, Le Vrai Visage du Masque, vol. 1, Paris, Futuropolis, 1984, 476 p. (OCLC 311506692), p. 274-275.